# Marcel Holzer
Marcel Holzer (* 6. Oktober 1998) ist ein österreichischer Fußballspieler auf der Position eines Stürmers.

## Karriere

### Verein
Holzer begann seine Karriere beim ASK Klagenfurt. 2007 wechselte er zum Klagenfurter AC. Zur Saison 2012/13 kam er in die AKA Kärnten. Zur Saison 2014/15 wechselte er in die Akademie des FK Austria Wien.
Im September 2015 wechselte er zurück nach Kärnten zum sechstklassigen SV Rosegg. Für Rosegg kam er zu acht Einsätzen in der 1. Klasse und erzielte dabei vier Tore. Im Jänner 2016 wechselte er zu den drittklassigen Amateuren des Wolfsberger AC an. Sein erstes Spiel in der Regionalliga machte er im März 2016 gegen den SC Kalsdorf. Bis Saisonende kam er zu zehn Regionalligaeinsätzen, in denen er ein Tor erzielte. Mit den WAC-Amateuren musste er in jener Saison in die Kärntner Liga absteigen.
Im Oktober 2016 debütierte er für die Profis in der Bundesliga, als er am elften Spieltag der Saison 2016/17 gegen den FC Red Bull Salzburg in Minute 83 für Christopher Wernitznig ins Spiel gebracht wurde. In der Saison 2016/17 kam er zu drei Bundesligaeinsätzen und zu 24 Landesligaeinsätzen, in denen er 18 Tore erzielte. Mit den Amateuren stieg er nach einer Spielzeit wieder in die Regionalliga auf.
Zur Saison 2017/18 wechselte er zum Zweitligisten TSV Hartberg. Im August 2017 erzielte er bei einem 2:2-Remis gegen den FC Liefering in der zweiten Liga. In der Saison 2017/18 kam er zu 16 Zweitligaeinsätzen, in denen er ein Tor erzielte. Zu Saisonende stieg er mit den Steirern in die Bundesliga auf. In dieser kam er bis zur Winterpause der Saison 2018/19 zu fünf Einsätzen für den TSV. Im Februar 2019 wurde er an den Zweitligisten SKU Amstetten verliehen. In Niederösterreich konnte er sich jedoch gar nicht durchsetzen und kam nur zu drei Einsätzen in der zweiten Liga für den Verein. Nach dem Ende der Leihe kehrte er nicht mehr zu Hartberg zurück.
Im August 2019 kehrte er zu den drittklassigen Amateuren des WAC zurück. Im Dezember 2019 stand er gegen den FK Austria Wien erstmals nach seiner Rückkehr wieder im Profikader der Wolfsberger. In der Winterpause der Saison 2019/20 rückte er wieder zu den Profis des WAC auf. Bis zum Ende der Saison 2019/20 kam er zu sechs Bundesligaeinsätzen, in der abgebrochenen Regionalligaspielzeit absolvierte er elf Spiele und machte ein Tor. Nachdem er in der Saison 2020/21 nach den Verpflichtungen von Dario Vizinger und Dejan Joveljić nur noch fünfter Stürmer beim WAC war, wurde er nach vier Einsätzen für die Amateure im September 2020 an den Zweitligisten SKU Amstetten verliehen, für den er auch schon in seiner Zeit bei Hartberg in der Rückrunde der Saison 2018/19 leihweise aktiv war. Beim SKU konnte er sich jedoch wie schon 2019 nicht gegen David Peham durchsetzen und kam zu sieben Zweitligaeinsätzen für die Niederösterreicher. Im Jänner 2021 wurde er von Amstetten vorzeitig nach Wolfsberg zurückgeschickt. Dort kam er nach seiner Rückkehr allerdings ausschließlich für die Amateure zum Einsatz.
Im Jänner 2022 wechselte Holzer zum Regionalligisten Wiener Sport-Club.

### Nationalmannschaft
Holzer spielte zwischen September 2013 und Mai 2014 sieben Mal für die österreichische U-16-Auswahl.